# Трикутне число
Трикутне число — число кружечків, з яких можна скласти рівносторонній трикутник, так, як зображено на малюнку.
Послідовність трикутних чисел {\displaystyle T_{n}} для n = 0, 1, 2, … починається так:
0, 1, 3, 6, 10, 15, 21, 28, 36, 45, 55, … (послідовність A000217 з Онлайн енциклопедії послідовностей цілих чисел, OEIS)

## Властивості
- Формули для n-го трикутного числа:
  - {\displaystyle T_{n}={\frac {1}{2}}n(n+1)};
  - {\displaystyle T_{n}=1+2+3+\dots +(n-2)+(n-1)+n};
  - {\displaystyle T_{n}={n+1 \choose 2}} — біноміальний коефіцієнт.
- Сума двох послідовних трикутних чисел — квадратне число, тобто

{\displaystyle T_{n}+T_{n-1}=n^{2}}.
- Кожне парне досконале число є трикутним.

## Узагальнення
Кожне трикутне число є фігурним.
Для будь-якого n-вимірного симплекса з ребрами довжини x відповідне фігурне число (кількість n-вимірних кульок, з яких можна скласти такий симплекс у сенсі, аналогічному до поясненого вище) дається формулою
{\displaystyle {\binom {x+n-1}{n}}={\frac {x\cdot (x+1)\cdots (x+(n-1))}{n!}}.}
Якщо довжина ребра дорівнює 2, то ця кількість кульок є також кількістю вершин. Наприклад, тетраедр з ребрами довжини 2 можна скласти з {\displaystyle {\frac {2(2+1)(2+2)}{3!}}=4} кульок; тетраедр має 4 вершини.